# Bordeneiland
Bordeneiland (Engels: Borden Island) is een van de Koningin Elizabetheilanden in de Canadese Arctische Archipel. Het gebied ten westen van 110° westerlengte behoort bestuurlijk tot het territorium Northwest Territories, het gebied ten oosten daarvan tot Nunavut.
Het is onbewoond en heeft een oppervlakte van 2.794 km².
Bordeneiland werd in 1915 door poolonderzoeker Vilhjalmur Stefansson ontdekt en is genoemd naar de toenmalige Canadese premier, Robert Laird Borden.